# CJF Fleury Loiret Handball
El CJF Fleury Loiret Handball es un club de balonmano femenino francés de la ciudad de Fleury-les-Aubrais, en el Departamento de Loiret, dentro del Distrito de Orléans, al centro-norte de Francia. El club fue fundado en 1974 y participa dentro de la Liga de balonmano femenina francesa.
Actualmente es uno de los equipos punteros del campeonato, ya que en 2013 obtuvo el subcampeonato, tras el Metz Handball, en 2014 se alzó con la Copa de Francia (además de llegar a las semifinales en 2013), y llegó a la final en la Copa de la Liga en 2008 y 2014. Además, fue semifinalista de la Challenge Cup (el segundo torneo internacional de balonmano más importante) en 2012. En la temporada 2014/15, conquista su primer título de la historia de la Liga de balonmano femenina francesa.

## Historial
El CJF Fleury, presenta el siguiente historial durante los últimos trece años:
- 2001: 11 (de un total de 12) en D1, descenso a D2.
- 2002: 4.º en D2.
- 2003: campeones D2, ascenso a D1.
- 2004: 3.º en D1, calificación a la Challenge Cup.
- 2005: 3.º en D1, calificación a la Liga de Campeones de la EHF femenina.
- 2006: 5.º en D1, calificación a la Challenge Cup.
- 2007: 10.º en D1.
- 2008: 10.º en D1.
- 2009: 8.º en D1.
- 2010: 9.º en D1.
- 2011: 7.º en D1, calificación a la Challenge Cup.
- 2012: 8.º en D1.
- 2013: 2.º en D1, calificación a la Liga de Campeones de la EHF femenina.
- 2014: 4.º en D1, campeón de la Copa de Francia de balonmano femenino.
- 2015: 1.º en D1.

## Palmarés

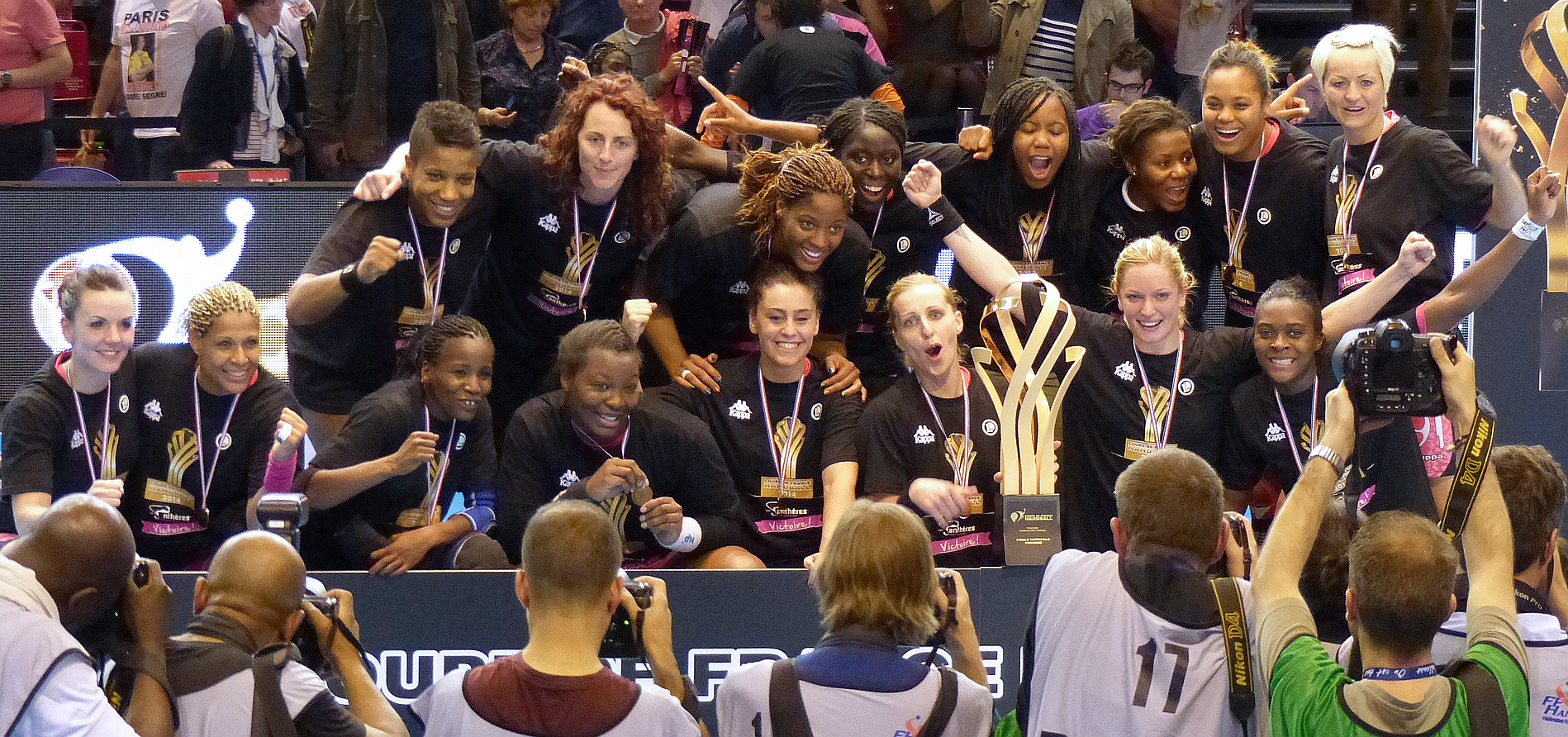
El CJF Fleury celebrando el título de campeonas de la Copa de Francia en 2014.

### Palmarés internacional
- Challenge Cup: semifinalista en 2012.

### Palmarés nacional
- Liga de Francia: subcampeón en 2013.
- Copa de Francia: campeón en 2014.
- Copa de la Liga: finalista en 2008 y 2014.

## Temporada 2014-15

### Plantilla
Cuerpo técnico

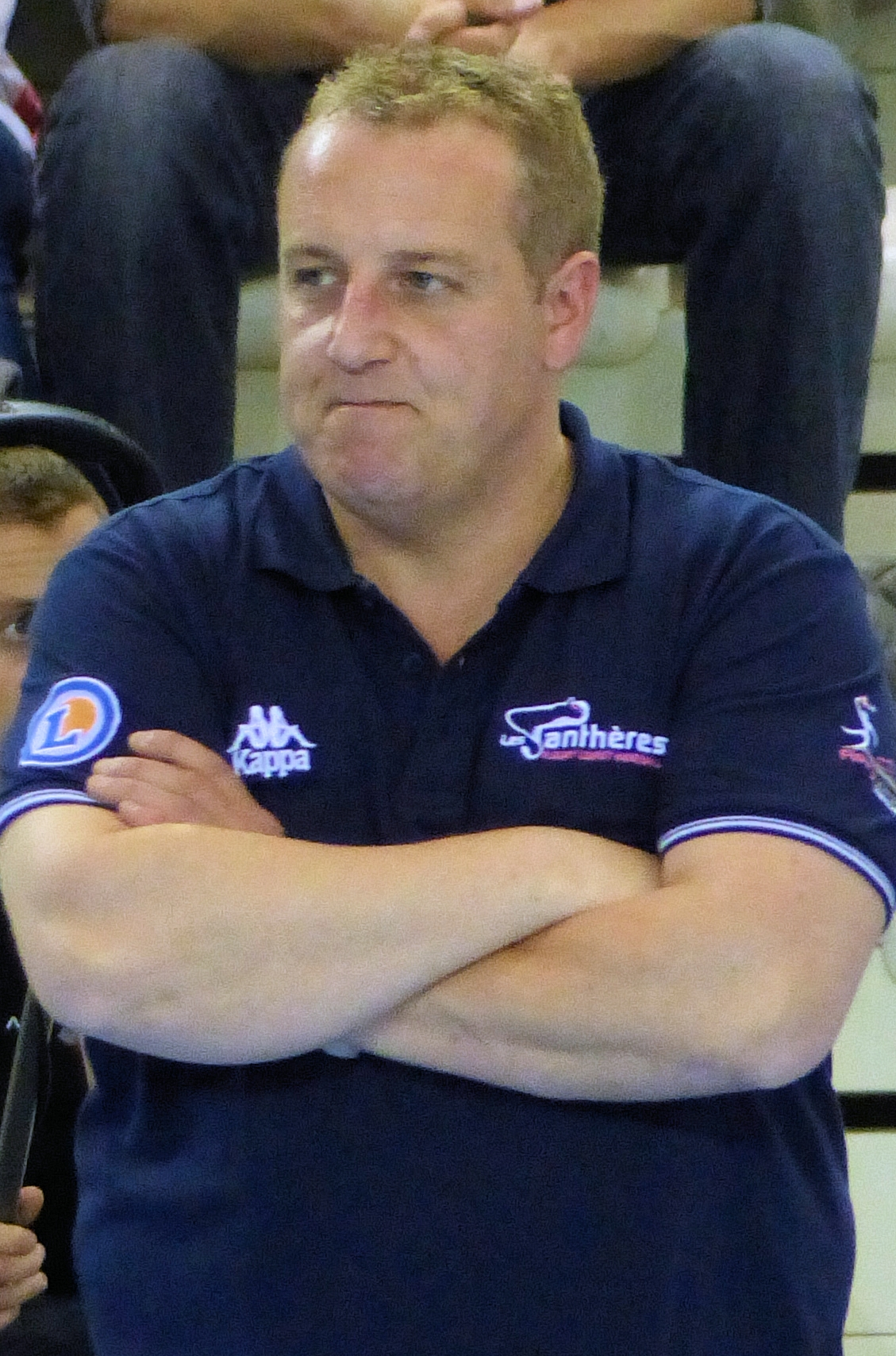
Frédéric Bougeant, actual entrenador del equipo

- Frédéric Bougeant, entrenador.
- Christophe Cassan, entrenador adjunto y director del centro de formación.
- Nicolas Loiseau, entrenador adjunto y entrenador del equipo filial.

| N.º | Nombre                 | Puesto            | Nacionalidad | Selección      |
| --- | ---------------------- | ----------------- | ------------ | -------------- |
| 12  | Darly Zoqbi            | Portero           | España       | España         |
| 28  | Marion Callavé         | Portero           | Francia      | -              |
| 94  | Audrey Nganmogne       | Portero           | Francia      | Francia junior |
| 9   | Laura Kamdop           | Pivote            | Francia      | Francia        |
| 26  | Axelle Ruel            | Pivote            | Francia      | -              |
| 77  | Roseline Ngo Leyi      | Pivote            | Francia      | Francia junior |
| 88  | Laura Dorp             | Pivote            | Francia      | -              |
| 11  | Maakan Tounkara        | Extremo derecho   | Francia      | Francia        |
| 13  | Manon Houette          | Extremo izquierdo | Francia      | Francia        |
| 17  | Marta López            | Extremo derecho   | España       | España         |
| 19  | Christelle Manga       | Extremo izquierdo | Francia      | -              |
| 2   | Marie-Laure Agathe     | Lateral derecho   | Francia      | -              |
| 5   | Aida Viloria Ponsarnau | Central           | España       | -              |
| 7   | Beatriz Fernández      | Lateral izquierdo | España       | España         |
| 8   | Mélissa Agathe         | Lateral izquierdo | Francia      | Francia junior |
| 14  | Diankenba Nianh        | Central           | Francia      | -              |
| 28  | Camille De Sousa       | Central           | Francia      | -              |
| 14  | Juliette Guerrier      | Central           | Francia      | -              |
| 15  | Audrey Bruneau         | Lateral derecho   | Francia      | Francia        |
| 29  | Gnonsiane Niombla      | Lateral derecho   | Francia      | Francia        |
| 78  | Manon Grimaud          | Central           | Francia      | -              |
| 86  | Alexandrina Barbosa    | Lateral derecho   | España       | España         |
| 99  | Marta Mangué           | Lateral derecho   | España       | España         |

## Infraestructuras
El CJF Fleury Loiret HB suele jugar sus partidos en el Gimnasio-Pabellón Alfred Auger, situado en la ciudad de Fleury-les-Aubrais, y que cuenta con una capacidad para 700 espectadores. En ocasiones, el club juega en el Palacio de los Deportes de Orléans (juegos de gala, finales...), debido a las pequeñas dimensiones de su recinto.